# Roudamon
Roudamon ou Amonroud (Manéthon l’appelle Roudimen), est roi de Thèbes vers 756 à 750 AEC sous la XXIIe dynastie, il semble d'ailleurs être le dernier roi de Thèbes avant la conquête de la Haute-Égypte.

## Généalogie
Il est le fils d'Osorkon III et de Karôadjet et le frère cadet de son prédécesseur Takélot III. Il a plusieurs enfants : Osorkon, grand prêtre d'Amon sous son règne, voire déjà sous celui de son frère Takélot, ainsi que les filles Sopdetemhââout et Irbastetoudjanéfou, voire peut-être Tashérytenaset, ces deux dernières étant épouses du futur roi d'Héracléopolis Peftjaouaouibastet.

## Règne
Le roi est attesté quand il était encore prince à Hermopolis, ce qui pourrait signifier qu'il y habitait avant de devenir roi. Il s'agit d'un roi thébain mal connu qui aurait duré environ 7 ans, de 756 à 750 AEC. Peu de documents sont connus à son sujet. Ceux-ci incluent une petite quantité de travail décoratif fait sur le temple d'Osiris Heqadjet, plusieurs blocs de pierre de Médinet Habou, et un vase. Ces dernières années, deux fragments d'une statuette en faïence d'Hermopolis portant le nom de Roudamon, ont été découvertes,. Cette découverte récente suggère que Roudamon a réussi à préserver l'unité du grand royaume de son père en Haute-Égypte, allant au moins d'Héracléopolis Magna à Thèbes, durant son bref règne.

### Fin de règne
La fin de son règne est confuse. Toujours est-il que son gendre Peftjaouaouibastet se déclare roi d'Héracléopolis, que Djéhoutyemhat se déclarera lui roi d'Hermopolis. À Thèbes, la situation est plus complexe : son successeur est peut-être l'hypothétique Sheshonq VII ou Menkhéperrê Iny, à moins que les Koushites aient déjà pris pied en Thébaïde et que ce roi soit à situer dans une période de retrait entre Piânkhy et Chabataka.

### Durée de règne
Certains égyptologues comme David Aston ont fait valoir que Roudamon était le roi anonyme de l'année 19 attesté à Ouadi Gasus. Cependant, de nouvelles preuves sur le graffiti de Ouadi Gasus basés sur des données paléographiques et d'autres preuves à Karnak, publiées par Claus Jurman en 2006 attribuent plutôt ce graffiti à la XXVe dynastie nubienne (plutôt qu'à l'époque libyenne) et démontrent qu'il appartient à Amenardis Ire et Chepenoupet II plutôt qu'à Chepenoupet Ire et Amenardis Ire. Jurman note qu'aucune preuve monumentale du temple d'Osiris Heqadjet ou à Karnak ne représente Chepenoupet Ire associé à la fille de Piânkhy, Amenardis Ire. Une autre alternative, de Gerard Broekman dans un document basé sur textes au Quai du nil, numéro 3, qui est daté de l'année 5 d'un roi thébain qui a régné après Osorkon III, propose que le roi de l'année 19 à Ouadi Gasus était un certain Sheshonq VII, un nouveau dirigeant inconnu. Cependant, il existe de sérieux doutes chez les égyptologues quant à savoir si le texte no 3 du quai du Nil contenait le nomen de Sheshonq plutôt que celui de Takelot. Georges Legrain, qui a eu la première occasion d'étudier les textes du quai de Karnak, n'a lu dans sa publication de 1898 des textes du Quai, aucun nomen royal dans cette inscription puisque la pierre avait déjà été gravement érodée. La pierre aurait été dans un état encore pire quand Jürgen von Beckerath aurait inspecté le document en 1953 et aurait supposé que les traces survivantes du texte no 3 se référaient à un roi Sheshonq, plutôt qu'à un Takelot.